# Gammelpot
Gammelpot (hollandsk: Douwe Dabbert) er en eventyr-tegneserie skrevet af Thom Roep, tegnet af Piet Wijn og oversat til dansk af Edith Månsson. I Danmark er tegneserien blevet udgivet af Williams Forlag, Interpresse og Carlsen. I 2015 begyndte forlaget Cobolt at udgive alle historierne med Gammelpot i en ny luksusudgave.
Serien omhandler Gammelpot, som er en lille, tyk mand med hvidt skæg. Med sig har han altid sin magiske vadsæk, hvis indhold bestemmes af, hvad han har brug for.

## Albumserien
Titlerne i 1. udgave starter med "Gammelpot og ..."
1. Den forkælede prinsesse
2. Hemmeligheden om den skjulte dal
3. Den lumske læge
4. Porten til Østen
5. Tågesømonstret
6. Skakten til Nordpolen
7. Broen til Vesten
8. Vejen til Syden
9. Festen på Falkensteen
10. Smuglerborgen
11. Knipse-Pif
12. Drilledyret
13. Peberheksene
14. Røverne fra Dalby
15. Den troløse tjener
16. Den store Bombasto (hollandsk nr. 17)
17. Det vrisne maleri (hollandsk nr. 16)
18. Skabet med de tusind døre
19. Isskibet
20. Den sorte kimono
21. Den maskerede høvding
22. Den talende bjørn
23. Den forheksede tepotte